# Комушка
Комушка (рос. Комушка) — станція Улан-Уденського регіону Східносибірської залізниці Росії, розташована на дільниці Заудинський — Наушки між станціями Заудинський (відстань — 8 км) і Медведчиково (6 км). Відстань до державного кордону — 245 км.